# La lotta per la sopravvivenza
La lotta per la sopravvivenza (Jusqu'au déclin) è un film del 2020 diretto da Patrice Laliberté.
Si tratta del primo lungometraggio originario del Québec distribuito direttamente su Netflix.

## Trama
Un giovane uomo canadese si preoccupa di proteggere la propria famiglia da calamità ed attacchi esterni e segue a distanza le indicazioni di un esperto fino ad andare a seguire di persona un suo corso di sopravvivenza.
Raggiunta una zona remota e segreta tra le foreste innevate lontane dalle città, Antoine conosce finalmente Alain e altri cinque seguaci, alcuni neofiti come lui, altri con esperienze simili alle spalle.
Abbandonati i cellulari e ogni altro contatto con il mondo, gli allievi vengono istruiti su come sopravvivere in condizioni estreme e in particolare come combattere asserragliati in questo rifugio che Alain ha già attrezzato completamente per resistere ad attacchi esterni di ogni tipo.
Le cose scorrono bene fino all'esercitazione con gli esplosivi, al termine della quale, a seguito di un'imprudenza, François resta ucciso dall'ordigno che stava confezionando. L'accaduto divide il gruppo. Dopo lo choc, infatti, gli allievi vorrebbero chiamare la polizia, anche se sarebbe obiettivamente difficile giustificare quanto si stava tenendo, essendo il tutto privo di ogni autorizzazione. Alain, infatti, che quel complesso l'ha costruito con le sue mani, si oppone, spalleggiato da David, a mettere a conoscenza alcuna persona esterna dell'accaduto. Con l'idea di dormirci sopra la notte, il gruppo si scioglie con gli attriti irrisolti. Poco più tardi però, Alain dà fuoco al cadavere di François. Il gruppo se ne accorge e si ribella decidendo di andarsene. Alain spara ad Anna che resta gravemente ferita ad una gamba, mentre gli altri fuggono nei boschi.
Nella fuga Sebastien resta ucciso da una trappola e, quando tra mille difficoltà, Rachel e Antoine, riescono a raggiungere le automobili, lasciate lontano dal rifugio, David li raggiunge sparando e uccidendo l'uomo. Rachel però, ex soldatessa espertissima di lotta, riesce ad affrontare corpo a corpo l'avversario e quindi ad ucciderlo.
Rachel decide quindi di sfidare Alain nella sua stessa casa, dove era accorsa invano per salvare Anna che nel frattempo è morta dissanguata. Dopo un serratissimo duello, la donna, sebbene ferita, riesce a tramortire e immobilizzare il suo "cattivo maestro" e quindi a guidare una motoslitta verso i soccorsi.

## Produzione
La versione in inglese è doppiata dagli stessi protagonisti, assicurando così un autentico accento francese del Québec a tutti i personaggi.

## Distribuzione
Il film è stato trasmesso per la prima volta il 28 febbraio 2020 al Rendez-vous Québec Cinema. Poco dopo è stato rilasciato sulla piattaforma di streaming online Netflix.